# Pepeljevac (Lajkovac)
Pepeljevac (Lajkovac) (em cirílico: Пепељевац) é uma vila da Sérvia localizada no município de Lajkovac, pertencente ao distrito de Kolubara. A sua população era de 671 habitantes segundo o censo de 2011.

## Demografia
| 1948  | 1953  | 1961 | 1971 | 1981 | 1991 | 2002 | 2011 |
| ----- | ----- | ---- | ---- | ---- | ---- | ---- | ---- |
| 1 060 | 1 040 | 934  | 872  | 855  | 822  | 733  | 671  |